# Supercopa de España 2000
La Supercopa de España 2000 è stata la diciassettesima edizione della Supercoppa di Spagna.
Si è svolta nell'agosto 2000 in gara di andata e ritorno tra il Deportivo La Coruña, vincitore della Primera División 1999-2000, e l'Espanyol, vincitore della Coppa del Re 1999-2000.
A conquistare il titolo è stato il Deportivo che ha pareggiato la gara di andata a Barcellona per 0-0 e ha vinto quella di ritorno a La Coruña per 2-0.

## Partecipanti
| Squadre             | Qualificazione                             | Partecipazioni precedenti (il grassetto indica la vittoria) |
| ------------------- | ------------------------------------------ | ----------------------------------------------------------- |
| Deportivo La Coruña | Vincitore della Primera División 1999-2000 | 1 (1995)                                                    |
| Espanyol            | Vincitore della Coppa del Re 1999-2000     | Nessuna                                                     |

## Tabellini

### Andata
| Barcellona 20 agosto 2000, ore 21:45 CEST | Espanyol        | 0 – 0 referto | Deportivo La Coruña | Stadio olimpico Lluís Companys (16.800 spett.)\| Arbitro: \| Ansuátegui Roca \| |
| Arbitro:                                  | Ansuátegui Roca |               |                     |                                                                                 |

| Espanyol | Deportivo |

| Espanyol:     |    |                     |     |     |
|               |    |                     |     |     |
| P             | 1  | Juan Luis Mora      |     |     |
| D             | 2  | Cristóbal           |     |     |
| D             | 4  | Nando               |     |     |
| D             | 5  | Mauricio Pochettino |     |     |
| D             | 18 | Mauro Navas         | 88’ |     |
| C             | 8  | Sergio              |     |     |
| C             | 15 | Constantin Gâlcă    |     |     |
| C             | 7  | Toni Velamazán      |     | 72’ |
| C             | 19 | Arteaga (c)         |     | 72’ |
| A             | 11 | Martín Posse        |     | 53’ |
| A             | 23 | Raúl Tamudo         |     |     |
| Sostituzioni: |    |                     |     |     |
| C             | 6  | Óscar               |     | 53’ |
| C             | 14 | Enrique de Lucas    |     | 72’ |
| C             | 28 | Iván Díaz           |     | 72’ |
| Allenatore:   |    |                     |     |     |
| Paco Flores   |    |                     |     |     |

| Deportivo La Coruña: |    |                   |  |     |
|                      |    |                   |  |     |
| P                    | 1  | Jacques Songo'o   |  |     |
| D                    | 2  | Manuel Pablo      |  |     |
| D                    | 20 | Donato            |  |     |
| D                    | 4  | Noureddine Naybet |  |     |
| D                    | 3  | Enrique Romero    |  |     |
| C                    | 6  | Mauro Silva       |  |     |
| C                    | 24 | Slaviša Jokanović |  |     |
| C                    | 18 | Víctor Sánchez    |  | 73’ |
| C                    | 8  | Djalminha         |  | 77’ |
| C                    | 10 | Fran (c)          |  |     |
| A                    | 9  | Pauleta           |  | 55’ |
| Sostituzioni:        |    |                   |  |     |
| A                    | 11 | José Oscar Flores |  | 55’ |
| C                    | 24 | Aldo Duscher      |  | 73’ |
| A                    | 19 | Diego Tristán     |  | 77’ |
| Allenatore:          |    |                   |  |     |
| Javier Irureta       |    |                   |  |     |

### Ritorno
| Arbitro: | Mejuto González |

|                           |           |  |
| Djalminha 57’ Tristán 59’ | Marcatori |  |

| Deportivo | Espanyol |

| Deportivo La Coruña: |    |                       |     |     |
|                      |    |                       |     |     |
| P                    | 13 | José Francisco Molina |     |     |
| D                    | 2  | Manuel Pablo          |     |     |
| D                    | 22 | Hélder Cristóvão      |     |     |
| D                    | 4  | Noureddine Naybet     |     |     |
| D                    | 3  | Enrique Romero        |     |     |
| C                    | 24 | Slaviša Jokanović     | 35’ | 83’ |
| C                    | 6  | Mauro Silva           |     |     |
| C                    | 18 | Víctor Sánchez        | 43’ |     |
| C                    | 8  | Djalminha             |     | 80’ |
| C                    | 10 | Fran (c)              |     |     |
| A                    | 9  | Diego Tristán         |     | 68’ |
| Sostituzioni:        |    |                       |     |     |
| A                    | 17 | Walter Pandiani       |     | 68’ |
| A                    | 11 | José Oscar Flores     |     | 80’ |
| D                    | 20 | Donato                |     | 83’ |
| Allenatore:          |    |                       |     |     |
| Javier Irureta       |    |                       |     |     |

| Espanyol:     |    |                     |     |     |
|               |    |                     |     |     |
| P             | 1  | Juan Luis Mora      |     |     |
| D             | 2  | Cristóbal           | 43’ |     |
| D             | 4  | Nando               | 82’ |     |
| D             | 5  | Mauricio Pochettino |     |     |
| D             | 12 | Delio Toledo        | 50’ |     |
| C             | 8  | Sergio              | 9’  |     |
| C             | 15 | Constantin Gâlcă    |     |     |
| C             | 7  | Toni Velamazán      |     | 76’ |
| C             | 19 | Arteaga (c)         |     |     |
| A             | 11 | Martín Posse        |     | 60’ |
| A             | 23 | Raúl Tamudo         |     | 60’ |
| Sostituzioni: |    |                     |     |     |
| C             | 6  | Óscar               |     | 60’ |
| C             | 28 | Iván Díaz           |     | 60’ |
| D             | 18 | Mauro Navas         |     | 76’ |
| Allenatore:   |    |                     |     |     |
| Paco Flores   |    |                     |     |     |